# Superliga 2013/14 (Türkei)
Die Saison 2013/14 war die 22. Spielzeit der Superliga, der höchsten türkischen Eishockeyspielklasse. Meister wurde zum ersten Mal in der Vereinsgeschichte der İzmir Büyükşehir Belediyesi SK, während der Zeytinburnu Belediyesi SK den zweiten Platz belegte.
Weder der genaue Spielmodus noch die Spielergebnisse sind bekannt. Die Spielansetzungen des türkischen Eishockeyverbands wurden im November 2013 veröffentlicht.
Als beste Spieler wurden Alec Koçoğlu (Stürmer, İzmir), Barış Coşkun (Verteidiger, Zeytinburnu) und Levent Özbayduğan (Torhüter, İzmir) sowie Denis Legersky (Most Valuable Player, İzmir) ausgezeichnet.

## Hauptrunde
|    | Klub                             | Sp | S | OTS | OTN | N | Tore | Punkte |
| -- | -------------------------------- | -- | - | --- | --- | - | ---- | ------ |
| 1. | İzmir Büyükşehir Belediyesi SK   |    |   |     |     |   |      |        |
| 2. | Zeytinburnu Belediye SK          |    |   |     |     |   |      |        |
|    | Erzurum Büyükşehir Belediyesi SK |    |   |     |     |   |      |        |
|    | Büyükşehir Belediyesi Ankara SK  |    |   |     |     |   |      |        |

Sp = Spiele, S = Siege, N = Niederlagen, OTS = Overtime-Siege, OTN = Overtime-Niederlage